# Gabriel Ducuing
Pour les articles homonymes, voir Ducuing.
Gabriel Auguste Ferdinand Ducuing (Paris, 22 décembre 1885 - Cap Gris-Nez (Pas-de-Calais), 25 mai 1940) est un officier de marine, pilote d'avion et aérostier français.

## Biographie
Il navigue au commerce dès 1904 et devient capitaine au long cours en juin 1911.
Enseigne auxiliaire en décembre 1914, il est breveté pilote d'avion en 1915 puis est promu enseigne de vaisseau de 1re classe de réserve en juillet 1916. Par ses missions de reconnaissance et de bombardement sur le front lors de la Première Guerre mondiale, il est cité à l'ordre de l'armée en février 1916.
Affecté au centre d'aviation maritime de Venise, il est blessé deux fois lors de combats aériens et n'est plus apte à piloter. Il est alors versé dans l'aérostation au centre de ballons captifs du Havre (1917).
Lieutenant de vaisseau de réserve en juillet 1918 il est affecté Service des transports maritimes au bureau qui assure la liaison avec la Marine nationale à l'organisation des itinéraires et des convois.
Démobilisé en 1919, il devient armateur et administrateur de sociétés maritimes. Il fonde l'Association centrale des officiers de réserve de l'armée de mer (ACORAM) et en est le premier président. Il prend part alors à la création des écoles de perfectionnement des officiers de réserve.
En mars 1932, il est promu capitaine de corvette de réserve  et se spécialise dans la défense anti-aérienne.
Mobilisé en 1939, au début du second conflit mondial, il commande la batterie de DCA de Croix-Faron. En mars 1940, il commande le poste de défense du cap Gris-Nez.
Encerclé de toutes parts, Ducuing lutte courageusement contre les Allemands avec ses faibles moyens en personnel, une centaine d'hommes ne possédant que des armes individuelle. Il est tué au combat le 25 mai 1940. Il est nommé le jour même capitaine de frégate.

## Hommages
Deux navires de la Marine nationale portent ou vont porter son nom :
- l'aviso Commandant Ducuing, mis en service en 1983 ;
- Commandant Ducuing, un des futurs patrouilleurs hauturiers, qui remplaceront les avisos, dont la mise en service est prévue entre 2028 et 2030[2]
- Une Préparation Militaire Marine à Boulogne-sur-Mer porte son nom.